# مارسل آندره
مارسل آندره (فرانسوی: Marcel André‎؛ ۲ ژانویه ۱۸۸۵ – ۱۳ اکتبر ۱۹۷۴) هنرپیشه اهل فرانسه بود.
از فیلم‌ها یا برنامه‌های تلویزیونی که وی در آن نقش داشته‌است می‌توان به پول، شانس، و اولتیماتوم اشاره کرد.